# Налгонда
Налгонда (англ. Nalgonda) — город в индийском штате Телангана. Административный центр округа Налгонда. Средняя высота над уровнем моря — 420 метров. По данным всеиндийской переписи 2001 года, в городе проживало 110 651 человек, из которых мужчины составляли 51 %, женщины — соответственно 49 %. Уровень грамотности взрослого населения составлял 78 % (при общеиндийском показателе 59,5 %). Уровень грамотности среди мужчин составлял 84 %, среди женщин — 72 %. 11 % населения было моложе 6 лет.